# Marina Latorre
Marina Latorre Uribe (Punta Arenas, 14 de agosto de 1925) es una escritora, periodista y galerista chilena.

## Biografía
Nació en Punta Arenas, actual Región de Magallanes y de la Antártica Chilena. En la década de 1940, se trasladó a Santiago para estudiar la carrera de pedagogía en castellano en la Universidad de Chile. En la capital, contrajo matrimonio con Eduardo Bolt, con quien se instaló en una casona del Barrio París-Londres. Allí, ambos fundaron la Galería de arte Bolt y, en 1965, la revista Portal, dedicada a la literatura. Durante su primer período, extendido hasta 1969, ambos espacios contaron con la colaboración de importantes escritores, tales como Jorge Luis Borges, Yevgueni Yevtushenko, José María Arguedas, Nicolás Guillén, Jorge Teillier, Francisco Coloane y, sobre todo, Pablo Neruda. Este último entabló una amistad personal con el matrimonio e incluso entregó para su publicación en Portal los poemas inéditos Corona del archipiélago para Rubén Azócar, Corbata para Nicanor Parra y Oda al hombre sencillo.
Junto con su labores de gestora cultural, en 1964, Latorre presentó el volumen de cuentos Galería clausurada, al que siguieron títulos del mismo género, ensayos y poemarios. En 1972, el relato El regalo fue traducido al griego por Danai Stratigopoulou y publicado en Atenas. Un año después, ganó el Primer Premio de Ensayo organizado por Editorial Quimantú con El incendio de la Federación Obrera de Magallanes. Sin embargo, pocos días más tarde se produjo el golpe de Estado del 11 de septiembre de 1973, su esposo fue detenido por personal militar, su propiedad fue allanada y una parte importante de la colección de su galería fue destruida. Consecuencialmente, Latorre no alcanzó a recibir el galardón, su ensayo permaneció inédito durante casi 40 años.
Durante la  dictadura militar del general Augusto Pinochet, continuó publicando, generalmente a través de su propio sello editorial y de manera independiente. A pesar de la escasa circulación de sus obras, sus libros de poesía Fauna Austral y Ventisquero recibieron favorables comentarios de destacados escritores de la época como Andrés Sabella y Hernán del Solar, quienes la vincularon con la poesía lárica. Asimismo, en 1977, el testimonio Soy una mujer y el cuento El regalo fueron traducidos al francés y editados en un solo volumen en París, con prólogo de María Luisa Bombal.
La mayor repercusión crítica de su producción la obtuvo con la novela corta ¿Cuál es el dios que pasa?, aparecida en 1978 en la prestigiosa Editorial Nascimento. No obstante, María Carolina Geel cuestionó duramente el nivel de logro del relato y, sobre todo, la inclusión de un apéndice que recogía elogios de otros autores.
Durante las décadas siguientes, Latorre mantuvo un largo silencio editorial y su actividad se replegó fundamentalmente a la Sociedad de Escritores de Chile, formando parte de su directorio durante varios periodos. En 2021, a través de su colección Biblioteca recobrada, la editorial de la Universidad Alberto Hurtado rescató una serie de obras de autoras chilenas que no habían circulado por largo tiempo. En este marco, se reeditó el primer libro de Latorre, Galería clausurada, incluyendo también Soy una mujer y otros textos dispersos. La selección y el prólogo estuvieron a cargo de la académica Lorena Amaro.

## Obra escrita
- Galería clausurada, cuentos, 1964.
- Latinoamérica te amo, recopilación de reportajes publicados en el diario La Nación, 1972.
- Soy una mujer, testimonio, 1973.
- El monumento, cuento, 1973.
- Antonio Machado a través de Pablo Neruda, Juvencio Valle y Acario Cotapos, ensayo, 1973.
- El regalo, cuento, 1974.
- Fauna austral, poesía, 1977.
- ¿Cuál es el dios que pasa?, novela, Editorial Nascimento, 1978.
- Ventisquero, poesía, 1981.
- Habitante de un mundo mágico, testimonio, 1987.
- Mi Poesía Magallánica, poesía, 2011.
- El incendio de la Federación Obrera de Magallanes, ensayo, 2012. (Escrito en 1973. Primer Premio de Ensayo organizado por Editorial Quimantú 1973)
- Pablo Neruda: poeta. El privilegio de su amistad, testimonio, 2013.
- DESOLACIÓN de Gabriela Mistral en Magallanes Confín del Mundo, ensayo, 2014.
- Galería clausurada (reedición, incluye también Soy una mujer), Ediciones UAH, 2021.